# John Marco Allegro
Pour les articles homonymes, voir Allegro.
John Marco Allegro, né le 17 février 1923 à Balham, Londres et mort le 17 février 1988, est un archéologue célèbre pour avoir défendu des thèses controversées par les courants dominants sur les manuscrits de la mer Morte, la Bible et l'histoire de la religion.

## Biographie
Après avoir fait son service dans la Royal Navy durant la Seconde Guerre mondiale, Allegro commence une formation de prêtre méthodiste puis obtient un diplôme en études orientales à l'Université de Manchester. En 1953, il est invité à devenir le premier représentant britannique au sein de l'équipe internationale, dirigée par le P. Roland de Vaux de l’École biblique et archéologique française de Jérusalem, travaillant sur les manuscrits de la mer Morte qui venaient d'être découverts en Jordanie. L'année suivante, il est nommé professeur assistant en philologie sémitique comparée à Manchester jusqu'à sa démission en 1970 pour devenir un écrivain à plein temps. En 1961, il est nommé conseiller honoraire pour les manuscrits de Qumrân auprès du gouvernement jordanien.

## Le rouleau de cuivre
C'est la controverse à propos du rouleau de cuivre qui élargit le fossé entre Allegro et l'équipe internationale de l’École biblique de Jérusalem travaillant sur les manuscrits de la mer Morte. Durant l'hiver 1955-1956, à la demande des autorités jordaniennes, Allegro organise le transport du rouleau à Manchester afin qu'il y soit découpé pour être lu. Il supervise une première transcription et traduction de son contenu. Il réalise alors que le rouleau comporte une liste de trésors cachés dans différents endroits autour de Qumran et de Jérusalem, probablement après la destruction du Temple en 70.

## Langue, mythe et religion
Comme philologue, Allegro analyse les dérivations linguistiques. Il remonte jusqu'à leurs racines sumériennes les mots et les expressions, montrant comment les phonèmes sumériens se reproduisent dans des contextes variables mais en relation entre eux dans un grand nombre de langues indo-européennes, sémitiques, classiques et autres. Bien que les sens aient changé dans une certaine mesure, Allegro retrouve quelques idées religieuses fondamentales qui se sont poursuivies tout au long de la généalogie des mots. Son livre The Sacred Mushroom and the Cross met en rapport le développement des langues en Eurasie avec le développement des mythes, religions et pratiques cultuelles dans un grand nombre de cultures. Allegro croit possible de prouver par l'étymologie que le christianisme, comme beaucoup d'autres religions, a ses racines dans des cultes de fertilité et que les pratiques cultuelles, comme l'ingestion de drogues hallucinogènes pour percevoir l'esprit de Dieu, a persisté dans les temps chrétiens.
The Sacred Mushroom and the Cross déclenche une réaction qui ruine la carrière d'Allegro,. Ses détracteurs trouvent déplorable son approche quelque peu sensationnaliste et considèrent que ses arguments tiennent de l'invraisemblable et du ridicule. Le professeur J. N. D. Anderson fait remarquer que le livre a été « rejeté par… les experts… comme n'étant fondé sur aucune preuve philologique ou autre qu'ils pussent considérer comme scientifique . » Anna Partington, experte en études sumériennes, résume certains des problèmes, en déclarant que « The Sacred Mushroom and the Cross utilise un certain nombre de mots sumériens hypothétiques et non attestés dans les textes. Ces mots sont marqués d'un astérisque suivant les conventions philologiques. C'est comme si l'on proposait qu'il existe dans la langue anglaise un mot « bellbat » parce que l'on connait les mots individuels « bell » et « bat » qui existent séparément. Des mots de langues différentes sont également assemblés sans le type d'argument qu'on attendrait pour démontrer un rapport possible . »
Le travail d'Allegro n'en a pas moins été accepté par certains auteurs alternatifs. En mai 2006, Michael Hoffman d'egodeath.com et Jan Irvin ont écrit pour The Journal of Higher Criticism un article intitulé « Wasson and Allegro on the Tree of Knowledge as Amanita » qui pose le principe que le travail d'Allegro devrait être évalué d'après ses mérites comme celui de n'importe quel autre érudit et ne pas être écarté pour la simple raison que ses arguments se situent hors du courant dominant. En 2008 le prof. John Rush du Sierra Collège publie Failed God qui appuie fortement les théories d'Allegro.

## Mort
Il meurt le 17 février 1988, jour de son 65e anniversaire.

## Œuvres
Allegro a écrit treize livres dont :
- Last year's work on the 4-th cave fragments from Qumrân, 1954.
- The Dead Sea scrolls and the origins of Christianity, 1957.
- The People of the Dead Sea scrolls in text and pictures, 1958, rééd. 1959.
- The Treasure of the Copper Scroll, 1960.
- The Shapira affair, 1965.
- The Sacred Mushroom and the Cross, 1970.
- Le Champignon sacré et la Croix, traduction Ida Marie, 1971, Éditions Albin Michel.
- The Dead Sea Scrolls and the Christian Myth, 1979.
- Discoveries in the Judaean Desert of Jordan vol. V, 1968.

Allegro a également écrit de nombreux articles dans des revues académiques comme le Journal of Biblical Literature, Palestine Exploration Quarterly et le Journal of Semitic Studies, ainsi que des articles de vulgarisation.